# تدقيق المجموع
تدقيق المجموع أو التحقق الجمعي (بالإنجليزية: Checksum)‏ هو شكل من أشكال فحص صحة البيانات، وهو أحد الإجراءات المبسطة للتحقق من سلامة البيانات المرسلة عبر شبكة (كالإنترنت مثلاً) أو المخزنة في وسيطة ما (قرص مدمج مثلاً)، وهي تسمح باكتشاف وجود الأخطاء في هذه البيانات.
يعمل تدقيق المجموع من خلال خوارزمية تقوم بقراءة البيانات وتوليد عدد ثابت من البتات (تبعاً للخوارزمية)، وهذه البتات تـُستخدم للمقارنة مع ناتج تدقيق المجموع التالي بحيث يجب أن يتطابق الناتجان إن بقيت البيانات سليمة بدون أي تغيير.
بعض من أشهر خوارزميات تدقيق المجموع هي: CRC، تدقيق مجموع فلتشر، MD5، SHA-1.